# بسام الزرقا
بسام حسنين الزرقا وشهرته بسام الزرقا (ولد في 24 أكتوبر 1960) طبيب بشرى وسياسى مصري، و شغل منصب مستشار رئيس جمهورية مصر العربية محمد مرسي للشئون السياسية (استقال) , و عضو الجمعية التأسيسة لكتابة الدستور، ونائب رئيس حزب النور للشئون السياسية وعضو الهيئة العليا للحزب.

## المؤهلات الدراسية
- بكالوريوس الطب والجراحة سنة 1986 م كلية الطب جامعة الإسكندرية .
- الإجازة العليا في التفسير – كلية أصول دين - جامعة الأزهر القاهرة.
- دبلوم الدراسات السياسية – المعهد الدبلوماسي – جامعة الإسكندرية .

## الأنشطة والفعاليات
- له أنشطة طلابية اجتماعية وسياسية منذ نهاية السبعانيات في القرن الماضي، وصنف بسببها معارضاً للنظام.
- تم اعتقاله سياسيا من قبل نظام مبارك عام 2001 .
- له العديد من الأنشطة الاقتصادية والاستثمارية خارج مصر.
- له العديد من الأنشطة الثقافية والاجتماعية ببعض الدول الأفريقية.
- عضو لجنة المائة لوضع الدستور ( الأولى ) .
- وعضو لجنة المائة لوضع الدستور الحالية وهو بها في لجنتين:

1. لجنة نظام الحكم
2. لجنة الصياغة والمراجعة النهائية.

- أحد مؤسسى حزب النور ، ونائب رئيس الحزب للشئون السياسية ؛ وعضو الهيئة العليا للحزب، ومسئول الملف السياسى للحزب.
- رئيس المكتب التنفيذي لمؤسسة بيت الأعمال: وهي مؤسسة غير ربحية، تهدف للأرتقاء بالاقتصاد المصري وخدمة رجال الأعمال وتوفير فرص لشبابهم، وحل مشكلة البطالة وتحقيق العدالة والخدمات الاجتماعية للطبقات الفقيرة.
- مستشار رئيس جمهورية مصر العربية الدكتور محمد مرسى للشؤن السياسة.

## الاستقالة من منصب مستشار رئيس الجمهورية
أعلن الدكتور بسام الزرقا مستشار رئيس الجمهورية استقالته من مؤسسة الرئاسة، خلال المؤتمر الصحفي لقيادات حزب النور الذي عقد يوم الإثنين الموافق 18-2-2013 على خلفية إقالة الدكتور خالد علم الدين مستشار الرئاسة في شئون البيئة من منصبه 